# Leptotarsus microcerus
Leptotarsus microcerus är en tvåvingeart som först beskrevs av Alexander 1943.  Leptotarsus microcerus ingår i släktet Leptotarsus och familjen storharkrankar.
Artens utbredningsområde är Ecuador. Inga underarter finns listade i Catalogue of Life.